# Topiroxostat
Topiroxostat (INN; tên thương mại Topiloric, Uriadec) là một loại thuốc để điều trị bệnh gút và tăng axit uric máu. Nó đã được phê duyệt để sử dụng tại Nhật Bản vào tháng 6 năm 2013.
Topiroxostat là một chất ức chế xanthine oxidase làm giảm nồng độ urat huyết thanh.